# Malvières

Malvières este o comună în departamentul Haute-Loire, Franța. În 2009 avea o populație de 134 de locuitori.